# 71 f.Kr.

## Händelser

### Efter plats

#### Romerska republiken
- Slavupproret under Spartacus ledning krossas av en romersk armé under Marcus Licinius Crassus. De slavar, som tas tillfånga korsfästs nakna längs Via Appia.
- Nessebar i nuvarande Bulgarien hamnar under romerskt styre.

## Avlidna
- Spartacus, romersk slav och upprorsledare (stupad)
- Xu Pingjun, kinesisk kejsarinna.